# Barry McGuigan

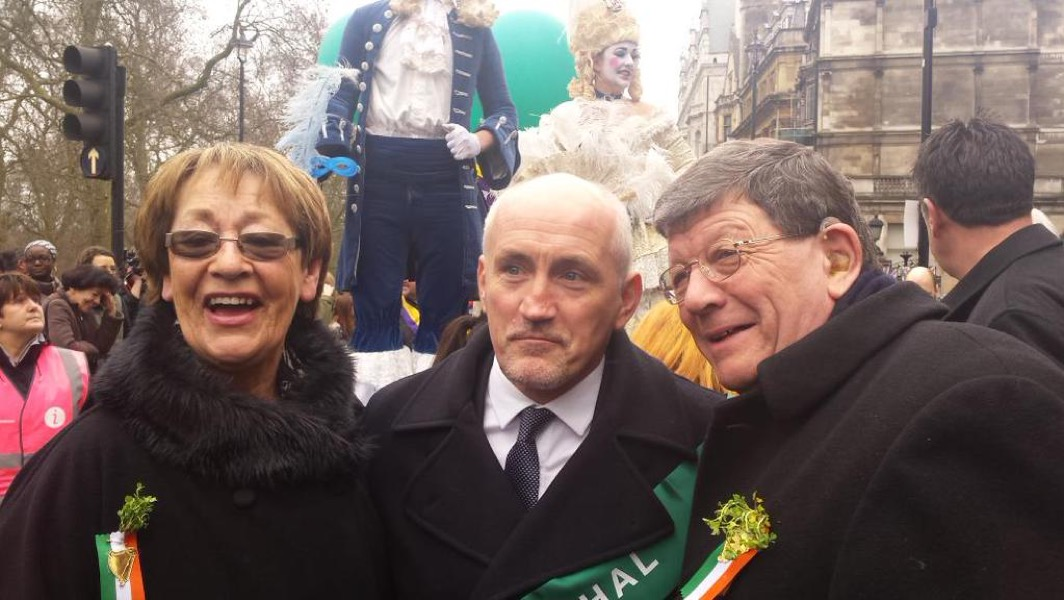
Boxer Barry McGuigan (in der Mitte) beim St. Patricks Day Marsch in London

Finbar Patrick „Barry“ McGuigan, MBE (* 28. Februar 1961 in Clones, Irland) ist ein ehemaliger irischer Boxer und WBA-Weltmeister im Federgewicht. Er war unter anderem Irlands und Großbritanniens Sportler des Jahres 1985 und wurde 2005 in die International Boxing Hall of Fame aufgenommen.
Nach seiner aktiven Karriere wurde er Sportkommentator, Trainer und Veranstalter, wobei er 2013 die Promotionsfirma Cyclone Promotions gründete. Als Gewinner der TV-Kochshow Hell’s Kitchen wurde er 2007 einem über die Boxszene hinausgehenden Personenkreis bekannt.

## Amateurkarriere
Barry McGuigan gewann 1978 im Bantamgewicht jeweils die irischen Meisterschaften und die Commonwealth Games in Kanada. Zudem war er 1980 Bronzemedaillengewinner im Federgewicht bei der Junioren-Europameisterschaft in Italien und Teilnehmer der Olympischen Spiele 1980 in Moskau, wo er im Achtelfinale ausschied.

## Profikarriere
Der 1,68 m große Linksausleger wurde von Barney Eastwood gemanagt und von Eddie Shaw trainiert. Sein Kampfname lautete Clones Cyclone. Zwischen 10. Mai 1981 und 31. Mai 1989 bestritt er 35 Kämpfe mit 32 Siegen, davon 28 vorzeitig. 33 seiner Kämpfe bestritt er in Irland und Großbritannien, zwei weitere in den USA, wobei 25 seiner Gegner eine positive Kampfbilanz aufwiesen. Er wurde dabei Britischer Meister und Europameister im Federgewicht.
Er besiegte im Laufe seiner Karriere unter anderem den mehrfachen Europameister und WBA-Herausforderer Jean-Marc Renard, den mehrfachen Europameister und WBO-Weltmeister Valerio Nati, den WBA- und WBC-Herausforderer José Caba, den WBC-Weltmeister Juan La Porte, sowie die WBC-Herausforderer Felipe Orozco und Nicky Perez.
Am 8. Juni 1985 boxte er im Londoner Stadion Loftus Road, vor über 26.000 Zuschauern, um die WBA-Weltmeisterschaft im Federgewicht und besiegte dabei überraschend den Titelträger Eusebio Pedroza, der den WM-Gürtel zuvor über sieben Jahre gehalten und 19-mal verteidigt hatte. McGuigan gewann einstimmig nach Punkten über 15 Runden und hatte seinen Gegner in der siebenten Runde auch am Boden. Der britische Boxverband wählte das Duell zum Kampf des Jahres, zudem wurde McGuigan jeweils zu Irlands und Großbritanniens Sportler des Jahres gewählt.
Im September 1985 verteidigte er den Titel in Belfast durch TKO in der achten Runde gegen den ungeschlagenen US-Amerikaner Bernard Taylor, welcher von der WBA auf Platz 1 der Weltrangliste der Herausforderer geführt wurde. Taylor war 1982 WM-Herausforderer von Pedroza und hatte damals ein Unentschieden erreicht. Im Februar 1986 verteidigte McGuigan den Titel in Dublin noch durch TKO in Runde 14 gegen Danilo Cabrera, welcher in den folgenden eineinhalb Jahren noch zu zwei weiteren WM-Chancen kam.
1985 war er Titelfigur und Computergegner des Computerspiels Barry McGuigan's World Championship Boxing, dass vom Publisher Activision für die damals gängigen Heimcomputer Commodore 64, Schneider CPC und ZX Spectrum veröffentlicht wurde. Am 23. Juni 1986 verlor er den WBA-Titel in Las Vegas durch eine Punktniederlage an Steve Cruz. McGuigan hatte bis zur 15. Runde nach Punkten in Führung gelegen, war jedoch in der letzten Runde zweimal am Boden und hatte auch in der zwölften Runde einen Punktabzug wegen Tiefschlagens erhalten. Das Duell wurde zum Ring Magazine Kampf des Jahres gewählt. Cruz, ein 5:1-Außenseiter und von der WBA auf Platz 9 ihrer Herausforderer geführt, war als Ersatz für den zuvor aus dem Kampf ausgestiegenen Argentinier Fernando Sosa eingesprungen.
Nach dieser Niederlage bestritt er für fast zwei Jahre keinen Kampf mehr, ehe er im April 1988 ein Comeback wagte. Nach drei vorzeitigen Siegen unterlag er jedoch selbst im Mai 1989 vorzeitig aufgrund einer Cutverletzung gegen Jim McDonnell und beendete seine Karriere.
Im Jahr 2000 wurde er in die World Boxing Hall of Fame und 2005 in die International Boxing Hall of Fame aufgenommen.

## Neben und nach dem Boxen
Für über zehn Jahre schrieb er wöchentlich eine Kolumne für die britische Tageszeitung Daily Mirror und arbeitete zudem als Kommentator für die TV-Sender Prime Network, Star TV Asia, Eurosport, BBC, Sky, Screen Sport, Setanta, Wire TV und ITV. Er wurde in einigen Liedern verewigt, darunter im Song Jonny Boxer von Udo Lindenberg. 1994 wurde ihm der Titel MBE verliehen.
Er ist Gründer der Professional Boxing Association (PBA), welche sich vorwiegend um die sportliche Entwicklung von Profiboxern bemüht und deren Interessen vertritt. Er wirkte am 1997 erschienenen Film Der Boxer von Jim Sheridan mit, trainierte den Hauptdarsteller Daniel Day-Lewis und war Choreograf aller Boxszenen des Films. 2007 gewann er unter der Anleitung von Marco Pierre White die britische TV-Kochshow Hell’s Kitchen und präsentierte anschließend die nordirische TV-Kochshow The Fabulous Food Adventure mit Jenny Bristow.
Im November 2009 gründete er die Barry McGuigan Boxing Academy und 2013 die Promotionsfirma CWM Cyclone Promotions, in der auch seine drei Söhne tätig sind. Zu seinen betreuten Boxern zählen Carl Frampton und Josh Taylor.

## Familie
McGuigan ist Katholik und heiratete noch 1981 seine protestantische Jugendliebe Sandra, mit der er drei Söhne und eine Tochter bekam. Sein Vater Pat McGuigan war Sänger und vertrat Irland beim Eurovision Song Contest 1968. Vor einigen Kämpfen seines Sohnes sang er im Ring das Lied Danny Boy.
Sein Sohn Shane McGuigan war ebenfalls Boxer und ist einer der bekanntesten Boxtrainer in Großbritannien. 2016 wurde er von der Boxing Writers Association of America (BWAA) mit dem Eddie Futch Award zum Welttrainer des Jahres gewählt.